# Charles Bernstein (compositore)
Charles Bernstein (Minneapolis, 28 febbraio 1943) è un compositore statunitense di musica per cinema e televisione. Tra i suoi lavori più rilevanti c'è la colonna sonora del film Nightmare - Dal profondo della notte.

## Filmografia
- White Lightning (1973)
- L'invasione delle api regine (1973)
- Mr. Majestyc (1974)
- Gator (1976)
- Outlaw Blues (1977)
- Amore al primo morso (1979)
- The Hunter (1980)
- The Entity (1981)
- Cujo (1983)
- A Nightmare on Elm Street (1984)
- Dovevi essere morta (1986)
- Dudes, diciottenni arrabbiati (1987)
- Da solo contro tutti (1993)
- Maya Lin: A Strong Clear Vision (Documentario) (1994)
- L'OSCURO PASSATO DI ANNIE (1995)
- Best seller di sangue (Bloodhounds II) (1996)
- Il colore del sangue (1997)
- Terrore a domicilio (1997)
- Haunted (1998)
- Una vita per la libertà (2000)
- Out of the Ashes (2003)
- After Innocence (2005)
- Fighting Words (2007)
- Sweet Nothing in My Ear (2008)
- Half Kenneth (Corto) (2009)
- Charlotta-TS (2010)
- Jesus Town USA (Documentario) (2014)
- Liza, Liza, Skies Are Grey (2016)
- Battlefield: Home: Breaking the silence (2017)